# Сан Фили
Сан Фили (итал. San Fili) је насеље у Италији у округу Козенца, региону Калабрија. 
Према процени из 2011. у насељу је живело 1275 становника. Насеље се налази на надморској висини од 527 м.

## Становништво
Према резултатима пописа становништва 2011. у општини је живело 2.715 становника.
| 1931. | 1936. | 1951. | 1961. | 1971. | 1981. | 1991. | 2001. | 2011. |
| ----- | ----- | ----- | ----- | ----- | ----- | ----- | ----- | ----- |
| 3.609 | 3.630 | 4.167 | 3.303 | 2.510 | 2.427 | 2.463 | 2.568 | 2.715 |

## Партнерски градови
- Itambé